# Смоленськ

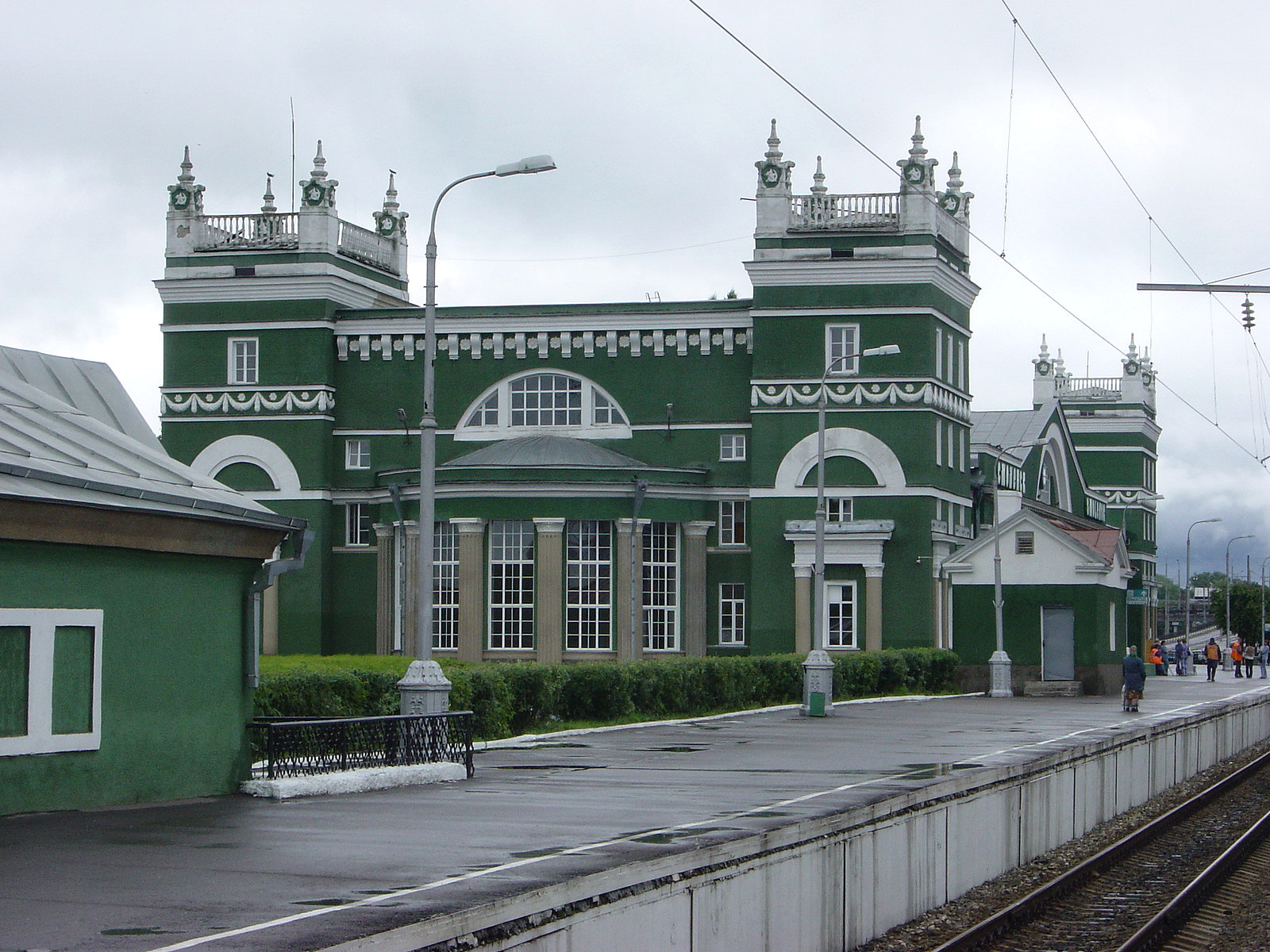
Залізничний вокзал

Смоле́нськ (рос. Смоленск) — місто в Росії, адміністративний, промисловий і культурний центр Смоленської області. Історичний центр Смоленської землі.
Місто розташоване за 419 км на захід — південний захід від Москви у верхній течії Дніпра. Він займає вигідне географічне положення на шляхах із Москви в Білорусь, Балтійські країни, країни Центральної й Західної Європи.
Населення міста становило 330 100 осіб у 2012 році, а у 2014 році — 330 961 особа.
Місто простягається із заходу на схід на 25 км і з півночі на південь на 15 км. Його територія становить 166,35 км².

## Кліматичні умови
Клімат в Смоленську помірно континентальний, пом'якшений впливом Атлантичного океану. У Смоленську порівняно тепле літо і помірно холодна зима. Середня річна температура +4,4º;. У найхолоднішому місяці, січні, середня температура — −9,4 °C; а в найтеплішому липні — плюс 25,5 °C. Річна кількість опадів в середньому становить 608 міліметрів. Протягом року 178 днів переважає похмура погода, 103 дні з туманами, 28 днів з грозами. Найвологішим є літній період. Річна величина відносної вологості повітря — 81 % Переважна в місті роза вітрів — західна, південна і південно-західна.

## Історія

### Середньовіччя
Смоленськ — стародавнє місто східних слов'ян. «Повість временних літ» сповіщає про місто під 862 роком як центр племені кривичів. Історичне місто староруського періоду називається Стародавнім Смоленськом. Місто виникло на землях племені кривичів, мало вигідне географічне положення. Було розташоване на перехресті торгових шляхів: шлях «з варяг у греки» сполучав Скандинавію з басейном Чорного моря, шлях, що проходив із заходу на схід, сполучав місто з Волгою і далі вів у «болгари», у Хвалинське море, до Новгорода і Верхнє Поволжя через Ржев та озеро Селігер. Перша згадка про Смоленськ є в Устюжному (Архангелогородському) літописному зведенні за 863 рік, коли Аскольд і Дір у поході з Новгорода в Царгород обійшли місто стороною, оскільки місто було сильно укріплене й багатолюдне. У 882 році місто було захоплене і приєднане до Київської Русі князем Віщим Олегом, що передав його «в долю» князеві Ігорю, із малоліття якого влада в місті здійснювалася намісниками й дружиною, а загальне управління здійснювалося з Києва.
Назва міста від кривицького слова «змаленства» чи дитинства, містечко було побудовано для малолітнього князя Ігоря. Сам старий Смоленськ раніше був у сучасному Гньоздові і мав назву Великоград.
З XII століття — столиця незалежного Великого князівства Смоленського. Це був період розквіту Смоленська: місто займало площу 115 га, на якій розташовувалося 8 тисяч будинків з населенням близько 40 000 осіб. Тоді Смоленськ нарівні з Полоцьком був центром білоруського літописання.
З 1404 року перебував у складі Великого князівства Литовського. З 1514 року увійшов до складу Московської держави й наступні 100 років був найважливішою фортецею на її західній межі, але в 1609—1611 роках повернутий військами Речі Посполитої. 4 листопада 1611 року отримав Магдебурзьке право. У 1611 році король Польщі Сигізмунд III Ваза засновує Смоленський єпископат Римо-католицької церкви. У час смоленської війни з 18 жовтня 1632 по 3 жовтня 1633 рік місто облягало московське військо Михайла Шеїна, котре капітулювало 1 березня 1633 року перед військом королевича Владислава IV, який прибув на підмогу.

### У складі Московського царства та Російської імперії
Згідно з Андрусівським миром з 1667 року Смоленськ відходить до складу Московського царства.
У 1764 році російська імператриця Катерина II опублікувала інструкцію про русифікацію низки підлеглих автономних територій, серед яких зазначено Смоленськ, який тоді був населений переважно білорусами.
У 1775–1796 роках Смоленськ був центром Смоленського намісництва Російської імперії.
У 1812 році на околицях міста відбулася Смоленська битва, у ході якої французька армія втратила понад 20 тисяч осіб.

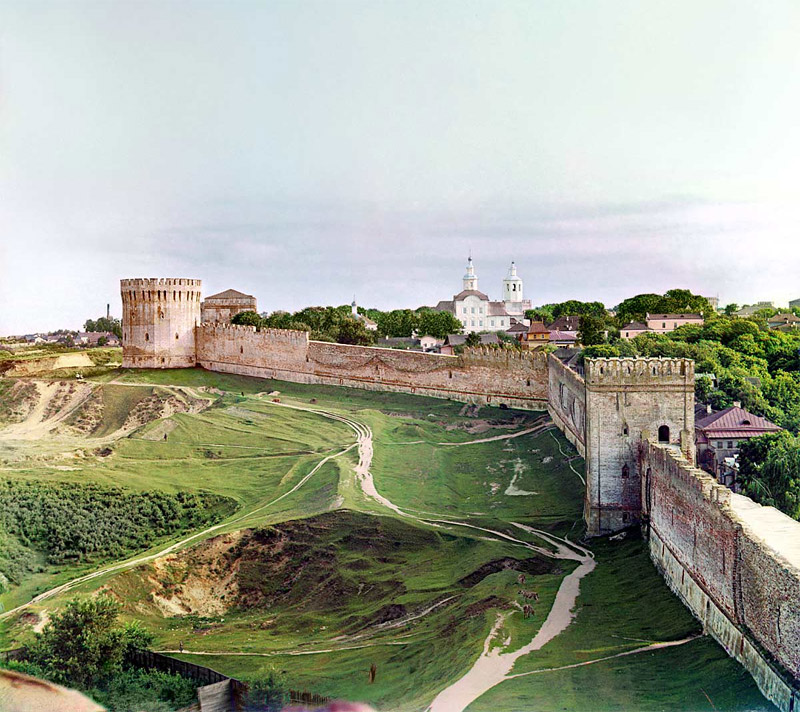
Фортеця у 1912

### БНР та перехід по складу Радянської Росії
У 1918 році місто увійшло до складу БНР (у той самий час тут перебував письменник Янка Купала), але того ж року в Смоленську була проголошена Білоруська Радянська Республіка. Через тиждень уряд БРСР переїхав до Мінська. Перед червоним терором та сталінськими репресіями 80 % населення Смоленщини в офіційній документації вказувало свою національність як білоруси.

### Смоленськ у роки Німецько-радянської війни
У роки Німецько-радянської війни з 10 липня по 10 вересня 1941 року відбувалася Смоленська битва, яка істотно затримала наступ німців на Москву. Оборона самого міста продовжувалася з 15 по 28 липня. Смоленськ був звільнений від німців 25 вересня 1943 року.

### Після війни
Смоленську присвоєно звання «Місто-Герой» 6 травня 1985 року. Нагороджений медаллю «Золота Зірка», орденами Леніна та Вітчизняної війни І ступеня.

### Сучасний період
10 квітня 2010 року під час заходу на посадку в аеропорт Північний сталася одна з найбільших в історії світової авіації катастроф, у якій загинули перші особи Польщі, відомі громадські та релігійні діячі.

## Транспорт

Смоленський трамвай

У Смоленську працює трамвай з 1901 року, а з 8 квітня 1991 року функціонує тролейбус. Станом на 2017 рік діють 4 трамвайних і 5 тролейбусних маршрутів. Вартість проїзду в міському електротранспорті з жовтня 2017 року становить 18 рублів.
У місті діють понад 50 маршрутів пасажирського автотранспорту: муніципальних автобусів і приватних перевізників — маршрутних таксі.

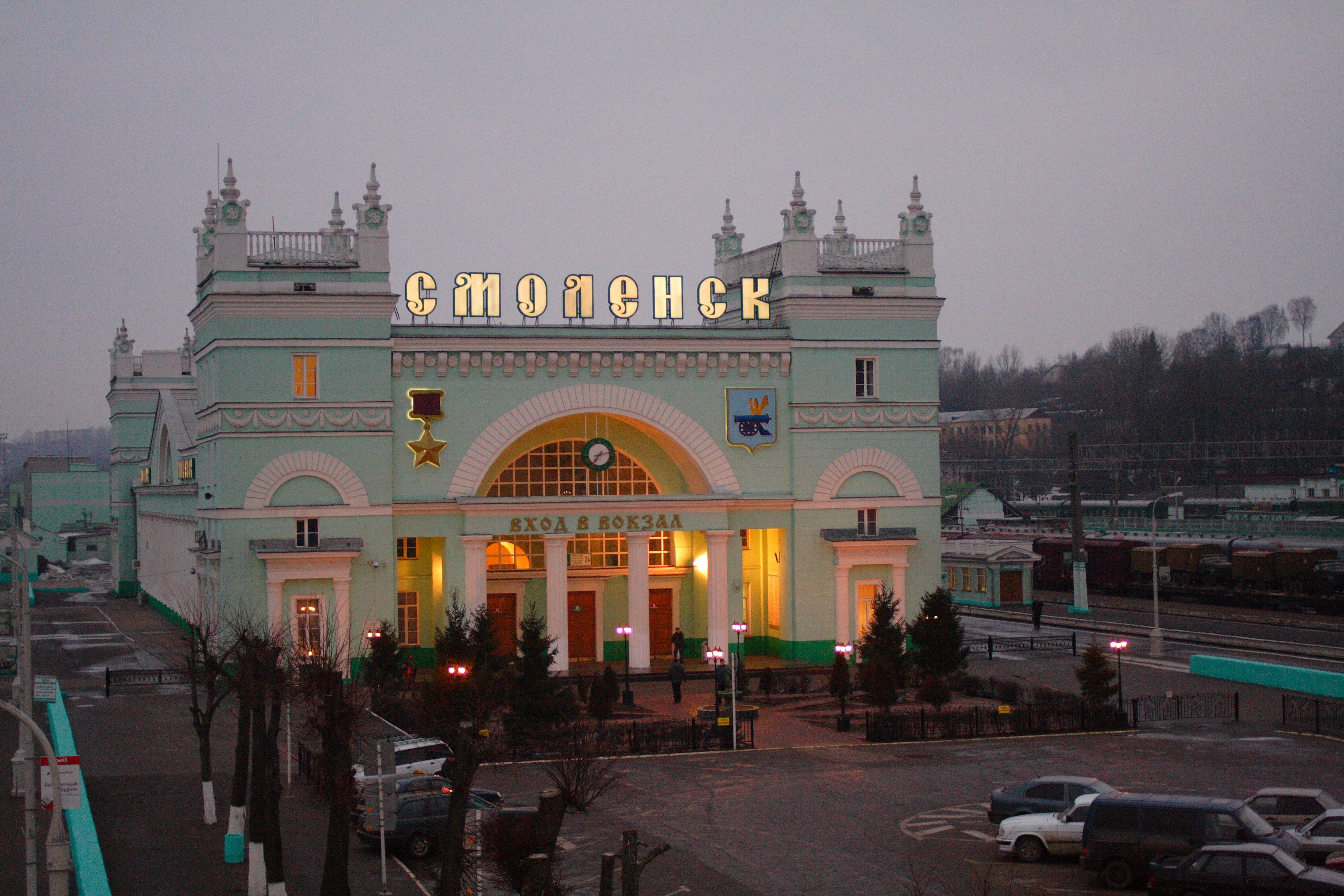
Будівля вокзалу

Смоленськ — великий залізничний вузол Московської залізниці. Залізнична станція Смоленськ-Центральний була відкрита у 1868 році, а сучасна будівля вокзалу — у 1951 році. Будівля приміського вокзалу побудована у 2008 році і розташована навпроти вокзалу для потягів далекого сполучення. Через Смоленськ прямують потяги у міжнародному сполученні до Мінська, Бреста, Гродно, Гомеля, Варшави, Берліна, Праги, Відня, Парижу, Ніцци. У внутрішньому сполученні до Москви, Адлера, Архангельська, Калінінграда, Новосибірська, Саратова та інших міст.
Сучасна будівля центрального автовокзалу в Смоленську побудована у 1987 році.
За 7 кілометрів від міста пролягає автошлях М-1 «Білорусь».
У місті є два аеропорти:
- «Північний» — військовий, в 2013 році планувалося створити міжнародний аеропорт, проте через нестачу фінансування проєкт був заморожений на невизначений термін[14].
- «Південний» — колишній цивільний, закінчив своє існування у 2010 році.

10 квітня 2010 року при заході на посадку в складних метеоумовах на аеродром «Північний» розбився літак Ту-154 з польською делегацією на чолі з президентом Республіки Польща Лехом Качинським, що прямувала на жалобні заходи до Меморіального комплексу «Катинь».
Річковий трамвайчик «Смолянка» тимчасово не працює у зв'язку із забороною місцевої влади через відсутність дозвільних документів на судноплавство по Дніпру.

## Культура і музеї
- Смоленський державний драматичний театр
- Смоленський Камерний театр
- Обласний театр ляльок
- Смоленський художній музей
- Музей ковальського ремесла (Кузня в Смоленську)

## Заклади вищої освіти
- Смоленський державний університет (колишній педагогічний інститут)
- Смоленський державний медичний університет
- Смоленська державна сільськогосподарська академія
- Смоленська державна академія фізичної культури, спорту й туризму (колишній інститут фізичної культури)
- Смоленський державний інститут мистецтв
- Військова академія військової протиповітряної оборони Збройних Сил РФ імені Маршала Радянського Союзу О. М. Василєвського (колишнє віще зенітно-ракетне інженерне училище)

## Монастирі
- Аврааміїв монастир
- Вознесенський монастир
- Борисоглібський монастир
- Спаський монастир
- Троїцький монастир (вул. Велика Совєтська)
- Троїцький монастир на Кловці

## Сакральні споруди і пам'ятки архітектури
Більшість збережених храмів Смоленська належать до доби бароко.
- Успенський катедральний собор (XI–XVII ст. Сучасний храм будувався з 1677 по 1772 рр., бароко)
- Троїцький монастир із собором (1672, 1727 рр., петровське бароко), Аннозачатіївською церквою (1767, бароко) та дзвіницею (1740-і рр.)
- Богоявленська тепла церква при Успенському соборі — 1782–1787 рр., бароко.
- Комплекс Авраамієвського монастиря із собором Спаса Преображення (середина XVIII ст., бароко).
- Благовіщенська церква, 1773–1774 рр., провінційне бароко.
- Нижньо-Микольська церква, 1745–1748 рр., бароко.
- Покровська надбрамна церква, кінець XVIII ст., класицизм.
- Церква Петра і Павла на Городянці (XII століття, домонгольська споруда, реставрована)
- Церква Варвари при Петропавлівському храмі. Перша половина XVIII ст.
- Церква Михайла Архангела (або Свірська церква, домонгольської епохи, 1180–1194 рр., дзвіниця XVIII ст., бароко).
- Церква Воздвиження Хреста Господнього, 1764–1767, бароко.
- Вознесенський монастир із собором (1693–1704 рр., Йосип Старцев, Кіндрат Мимрин та Данило Калінін, наришкінський стиль) та церквою Охтирської ікони Богоматері (1830-і рр., класицизм).
- Церква Воскресіння. 1765 р., бароко.
- Церква Святого Георгія (Нижньо-Георгіївська, 1784–1810 рр., бароко).
- Церква Святого Георгія (Верхньо-Георгіївська, 1782, бароко, дзвіниця 1826 р., класицизм).
- Церква Івана Предтечі. 1703, 1780-і рр., бароко.
- Церква Спаса Нерукотворного Образа, 1766 р., на кладовищі, провінційне бароко.
- Церква Івана Богослова на Варяжках (1173–1176 рр., перебудівля в стилі бароко 1763 та 1786 рр.)
- Церква Тихона Задонського, надбрамна, 1815–1816 рр., класицизм.
- Церква Смоленської ікони Богоматері, надбрамна, 1812 р., класицизм.
- Церква Спаса Преображення, 1766–1768 рр., бароко.
- Церква Новомучеників і Сповідників Російських
- Костел Непорочного Зачаття Пресвятої Діви Марії (Смоленськ)
- Смоленська хоральна синагога
- Будинок губернатора (1781 р., класицизм), навчальний заклад
- Будинок Дворянського зібрання (класицизм)

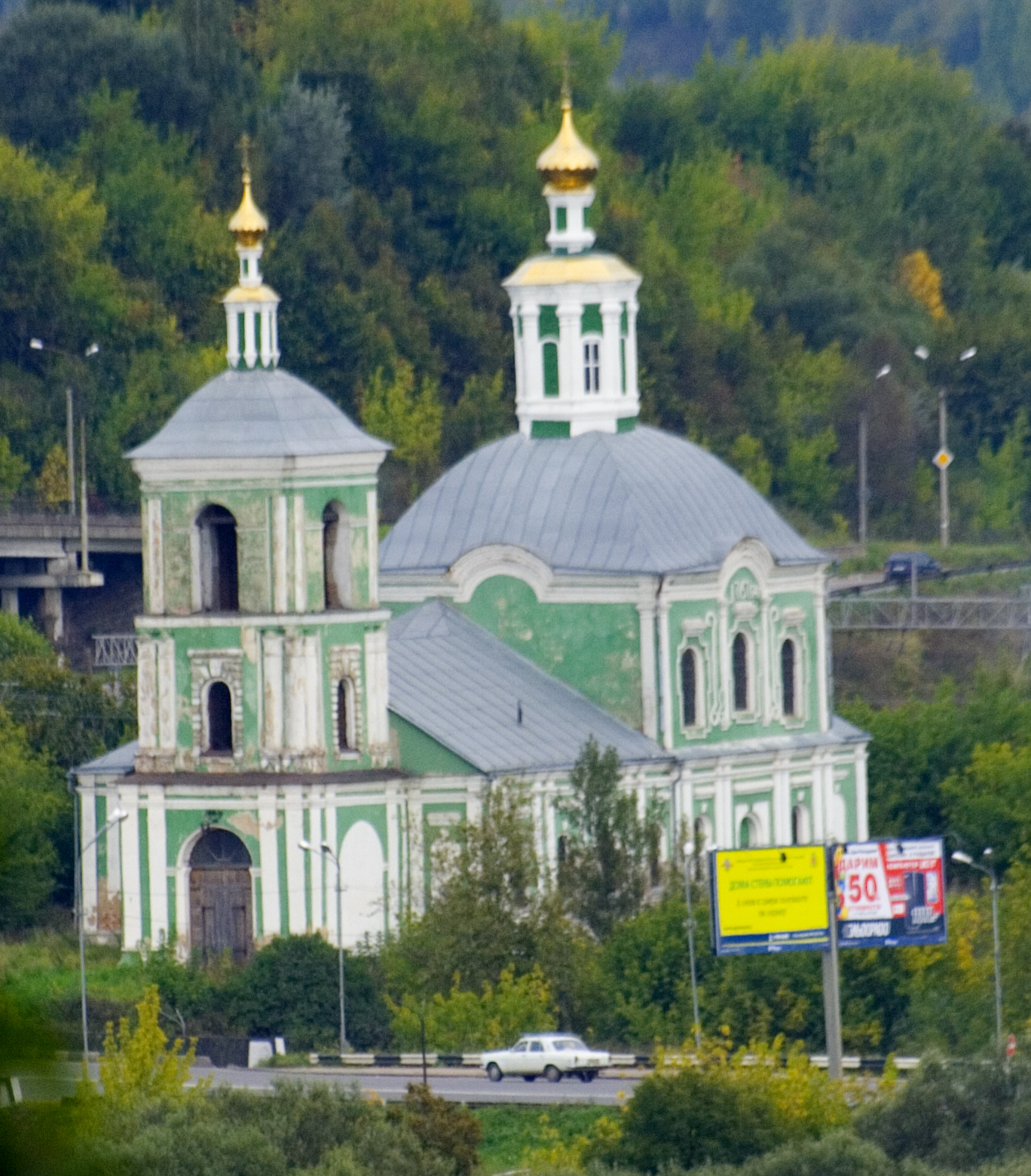
Хрестовоздвиженська церква. 1764—1767 рр.
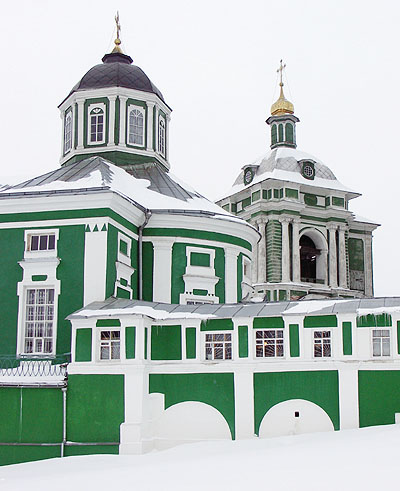
Богоявленська церква. 1782—1787 рр.
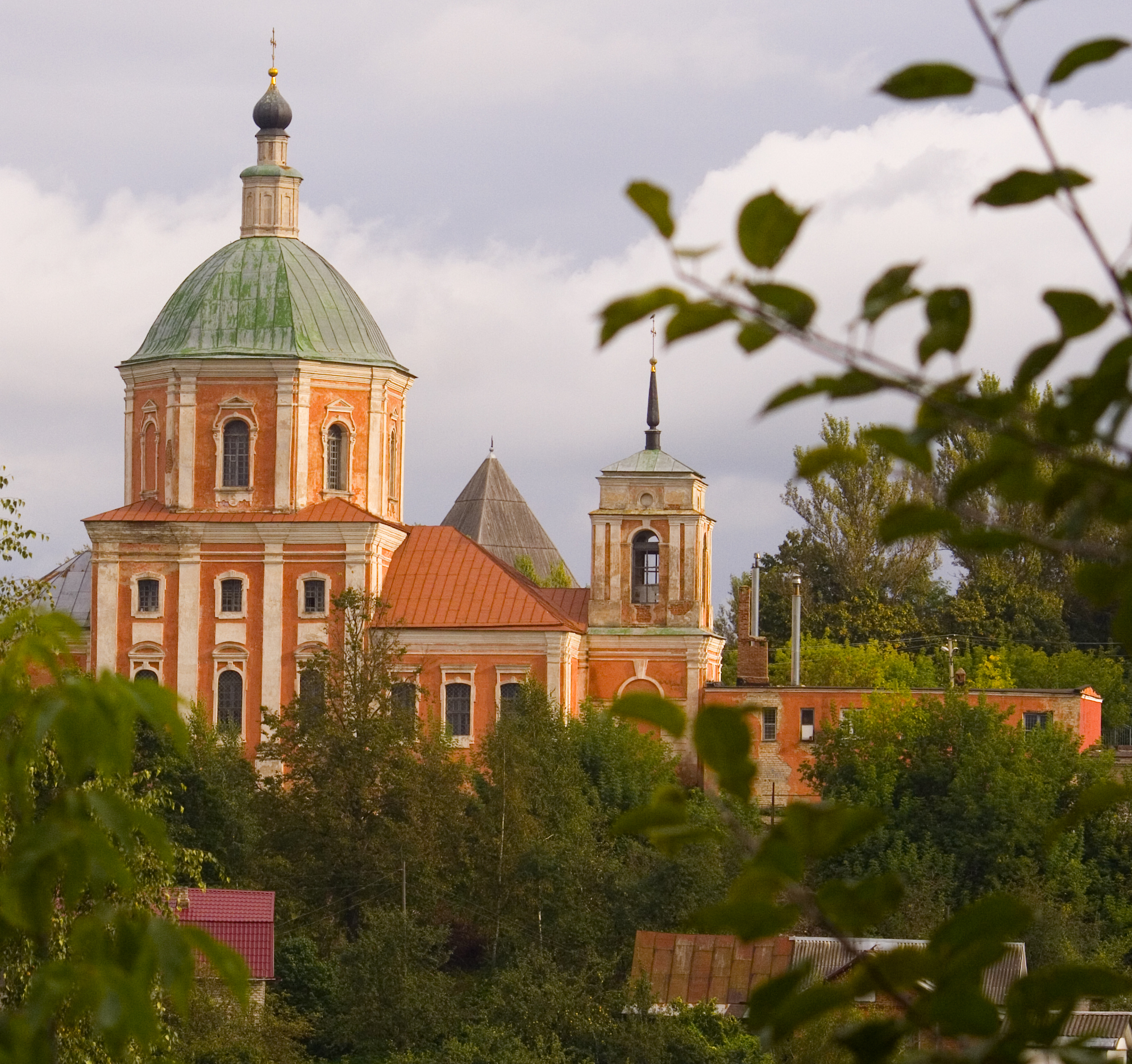
Верхньо-Георгіївська церква. 1782 р.
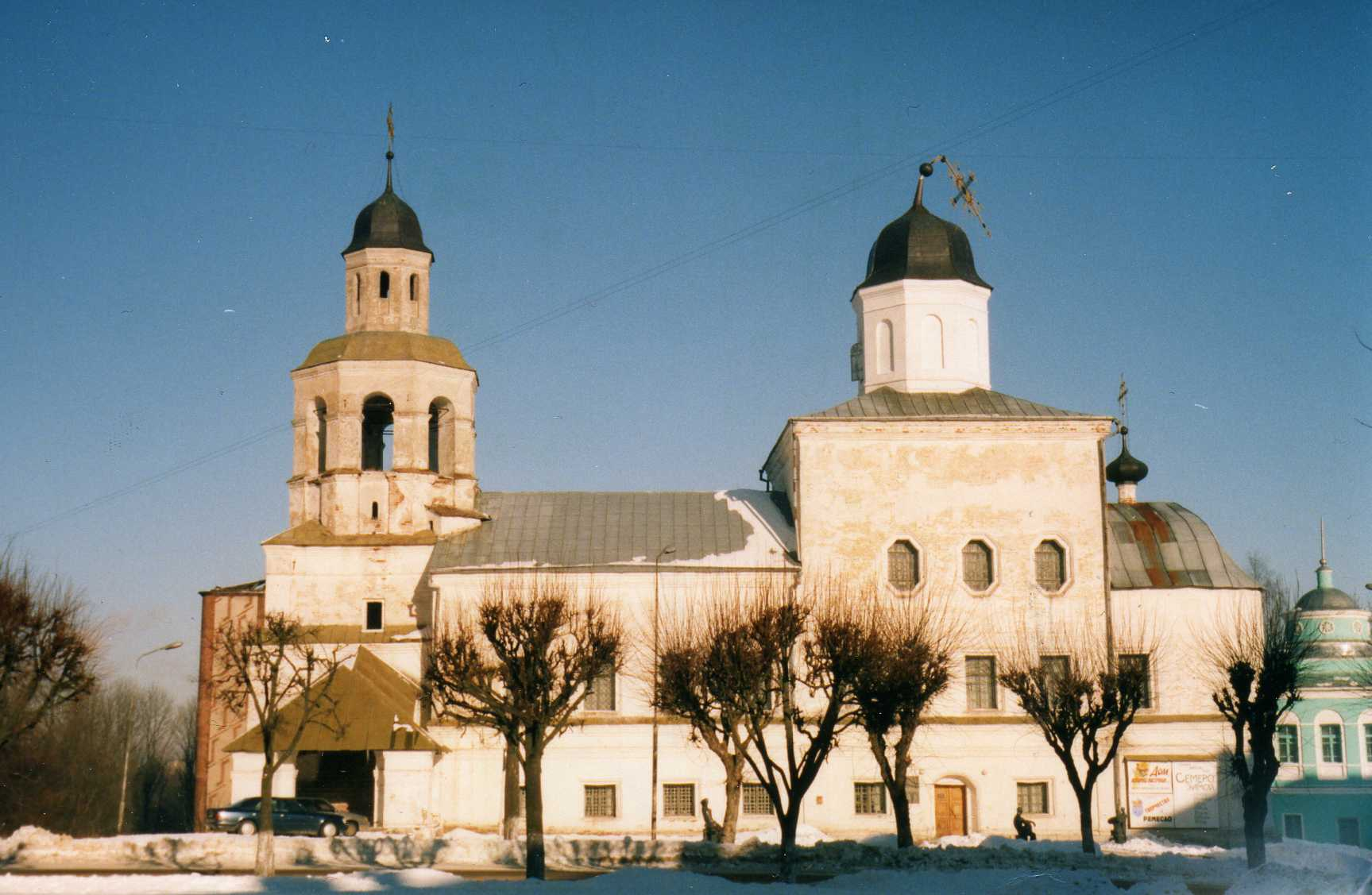
Собор Вознесенського монастиря. 1693—1704 рр.

## Галерея

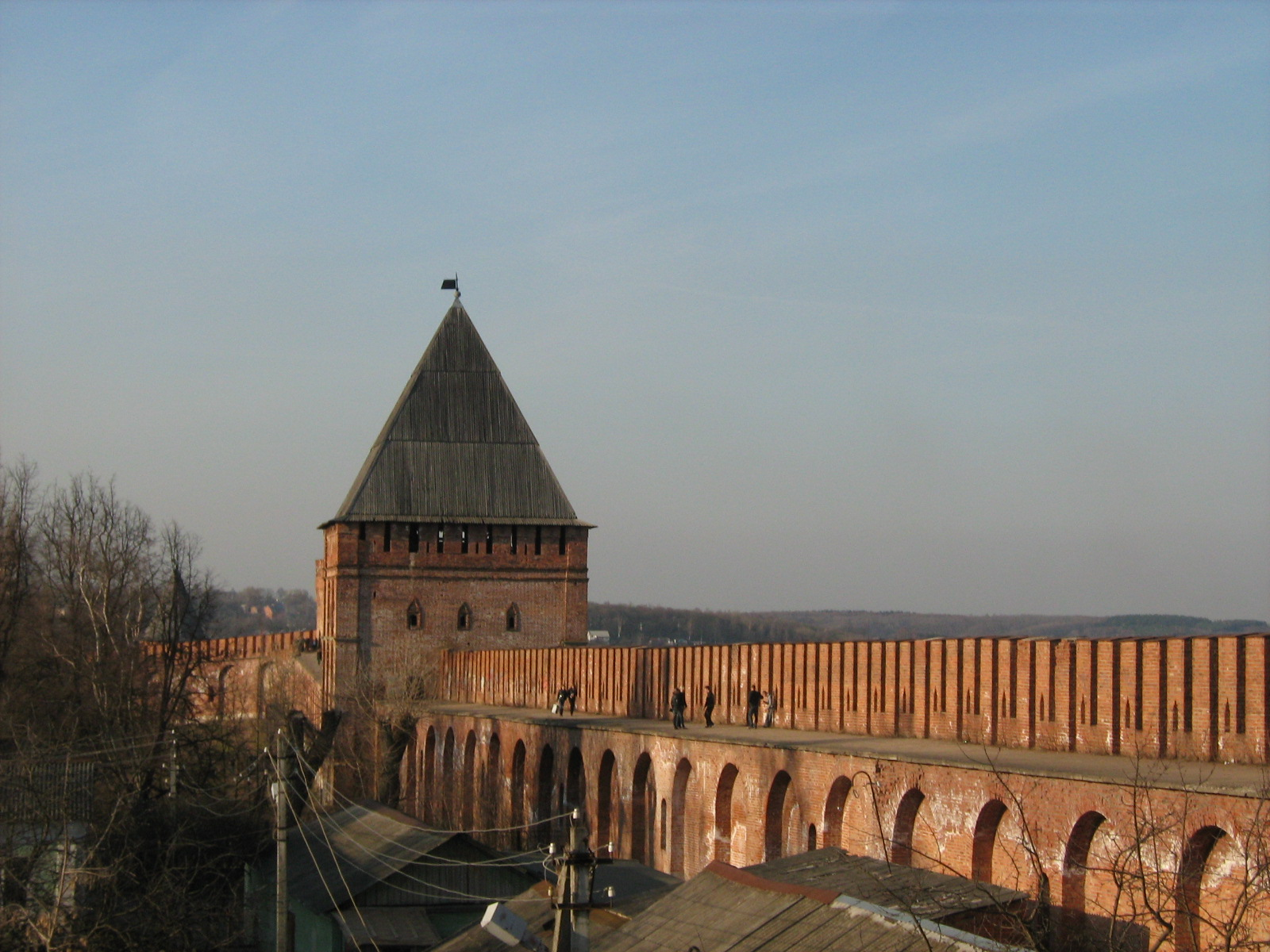
Мури фортеці
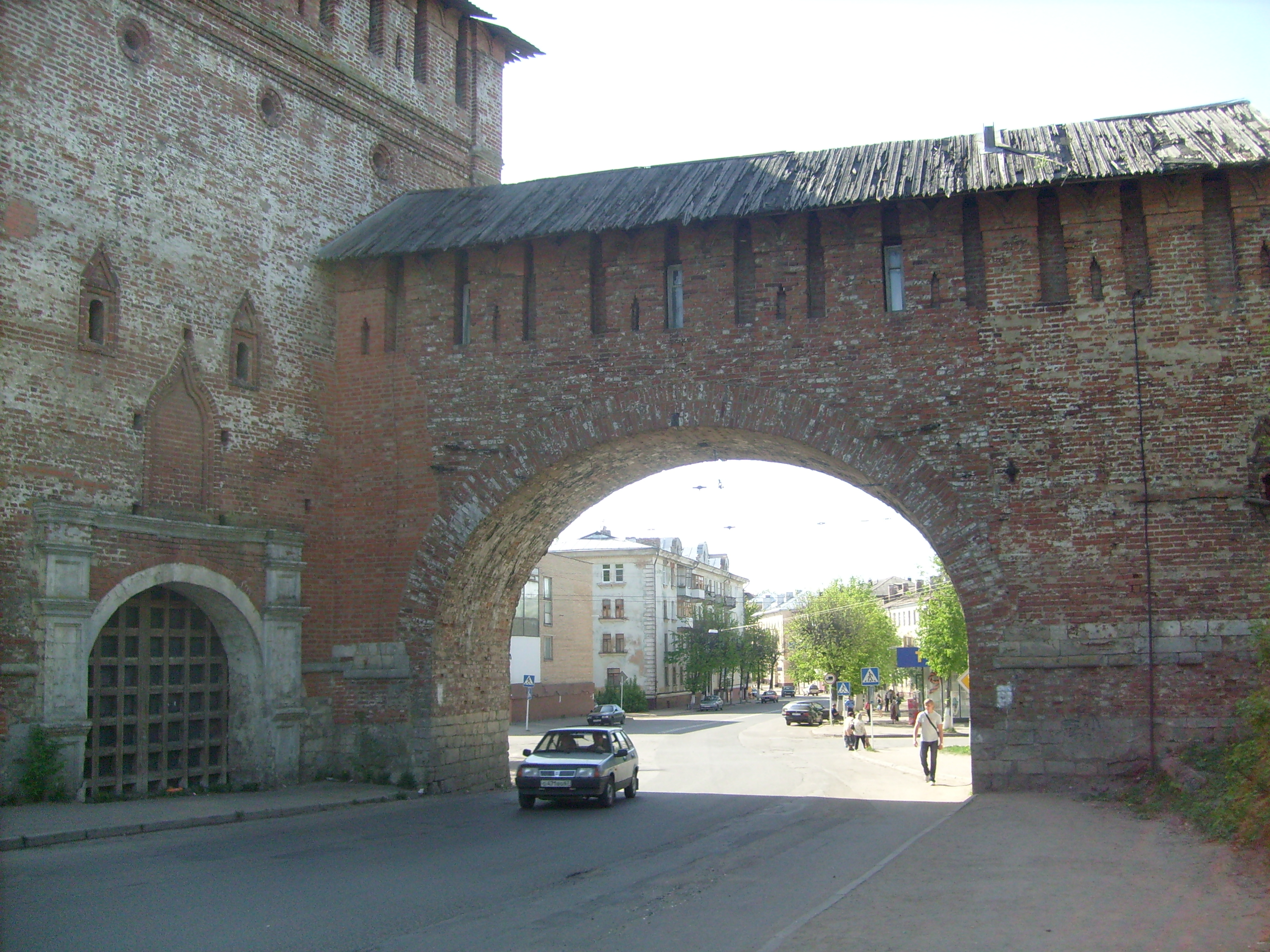
Фортечна брама
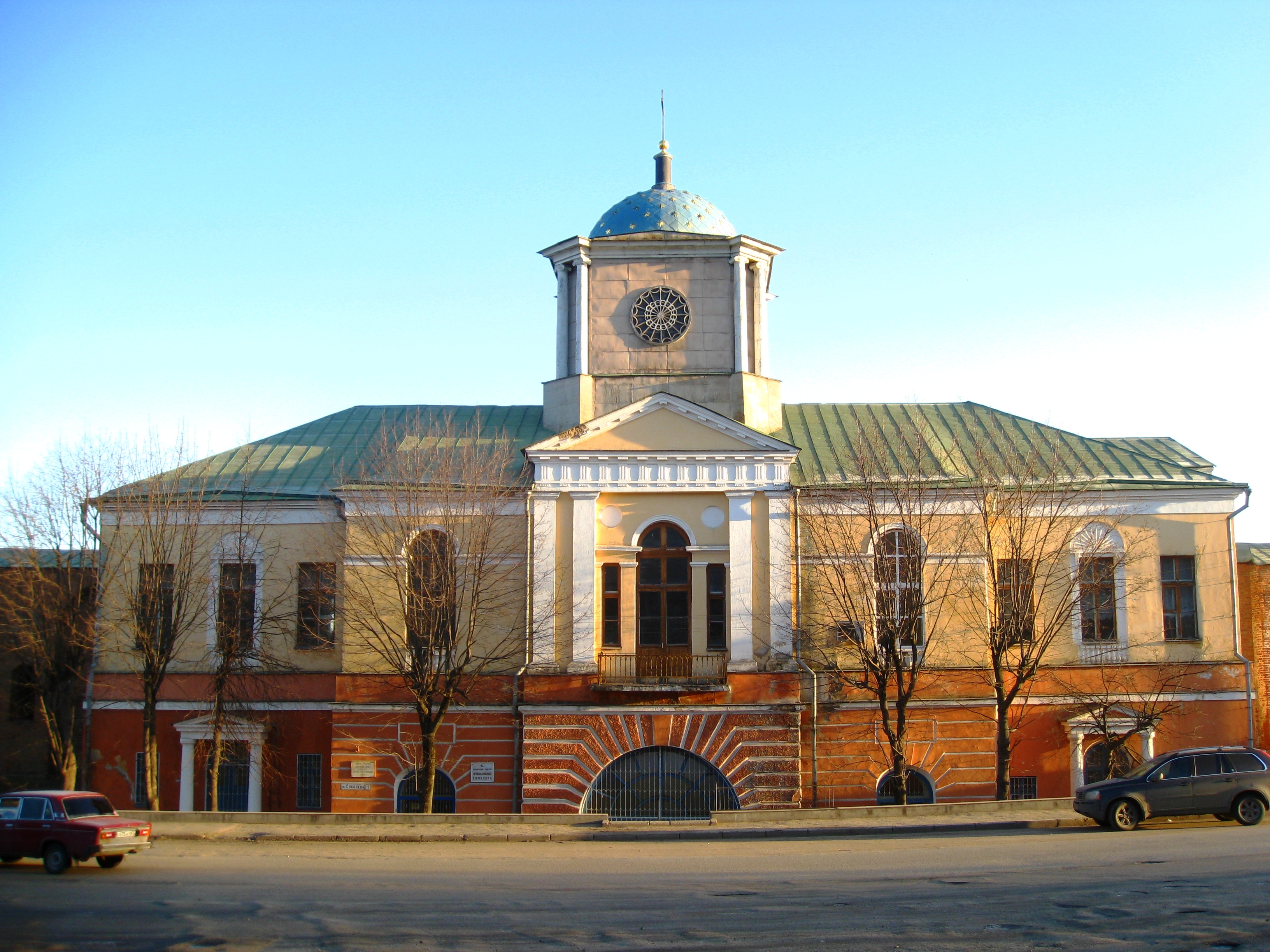
Дніпровська брама, перебудови в церкву Одігітрії
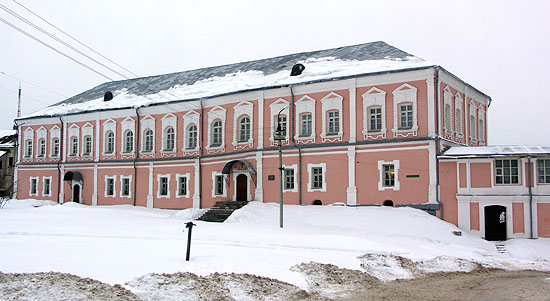
Палац архиєпископів
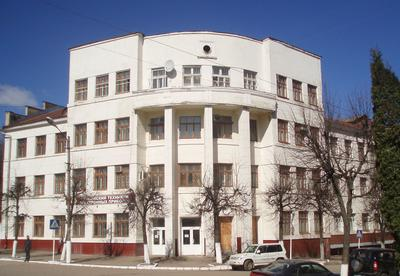
Смоленська технічна школа
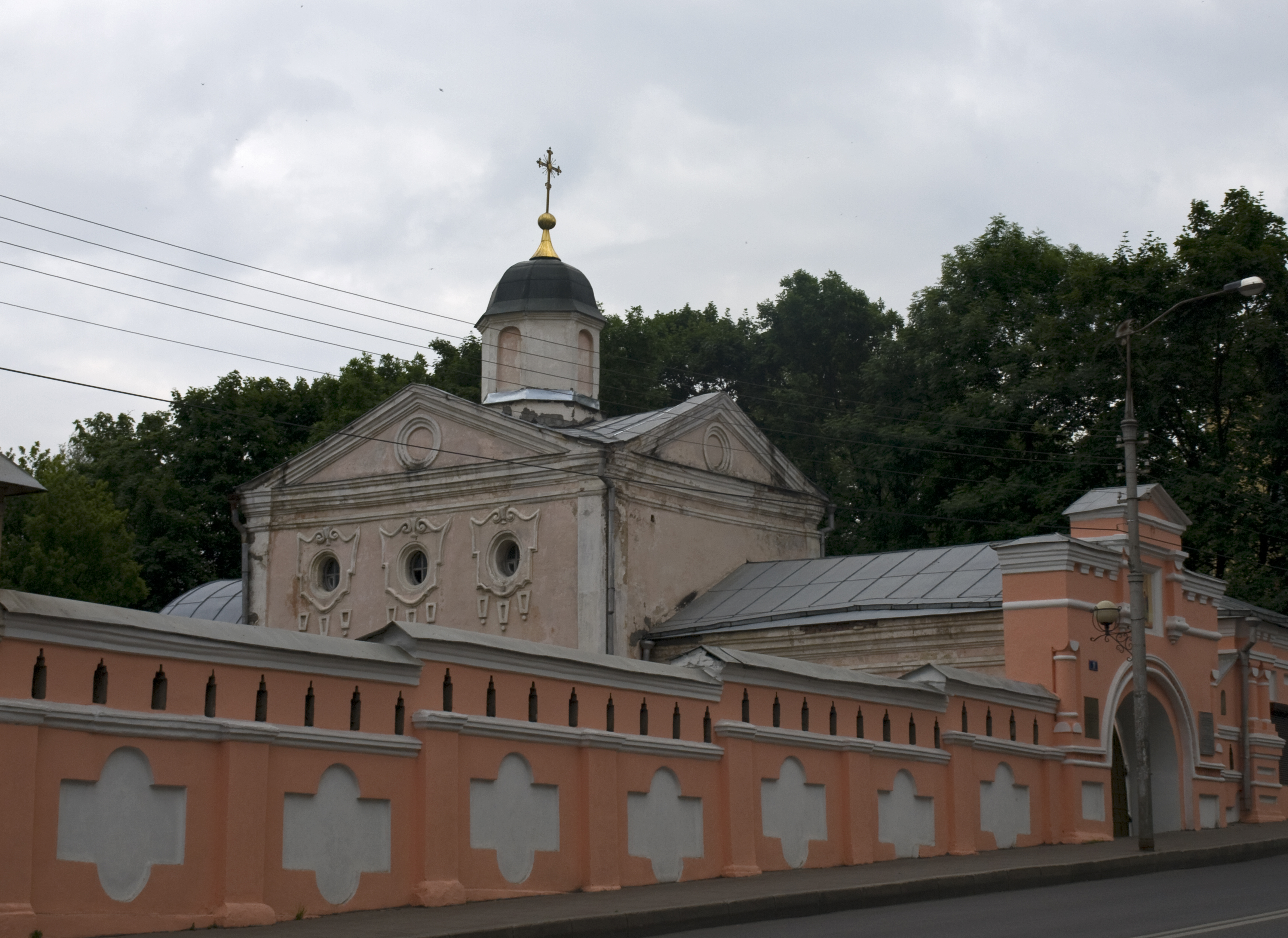
Церква святої Анни
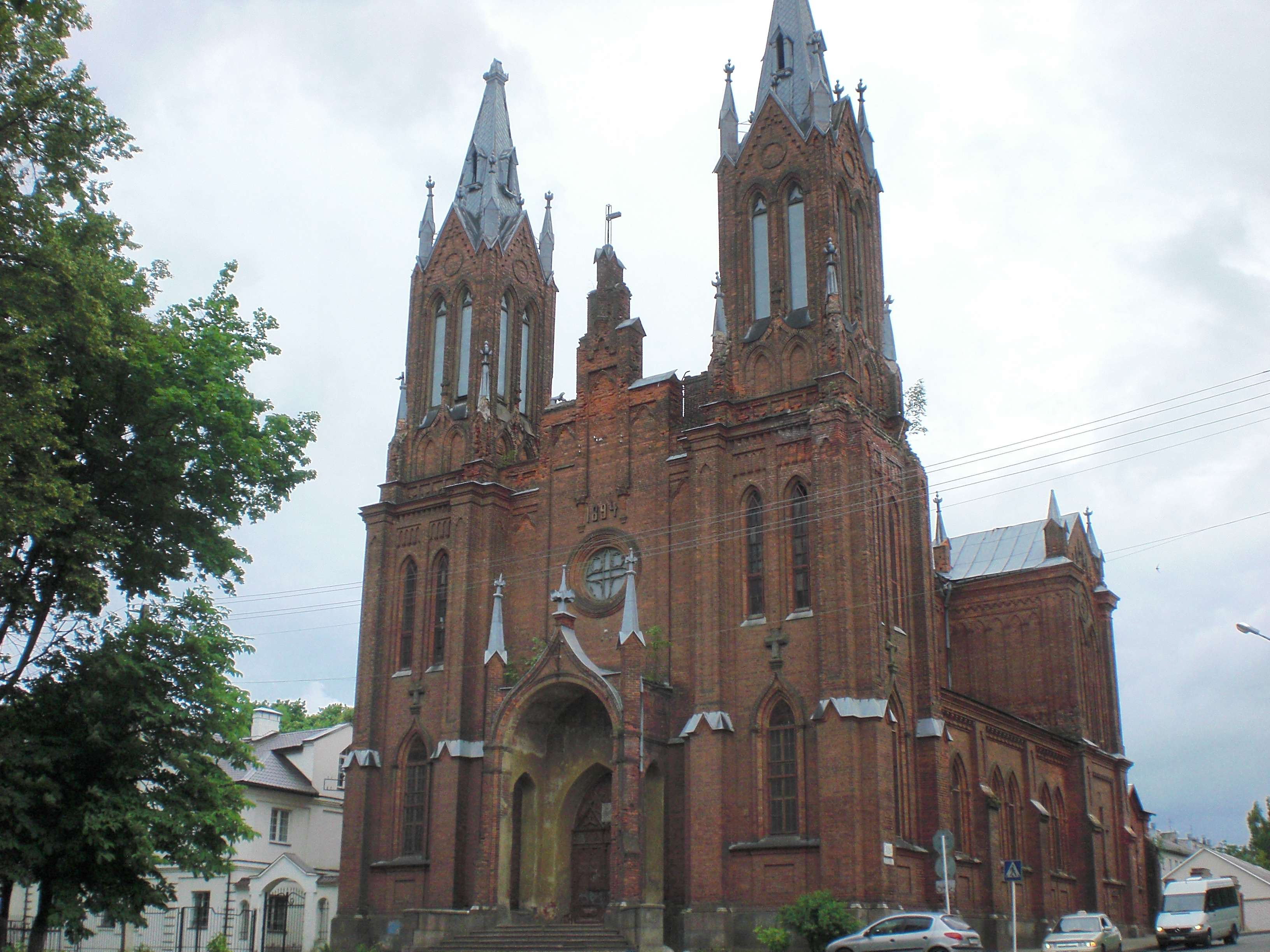
Костел Непорочного Зачаття Пресвятої Діви Марії (Смоленськ)
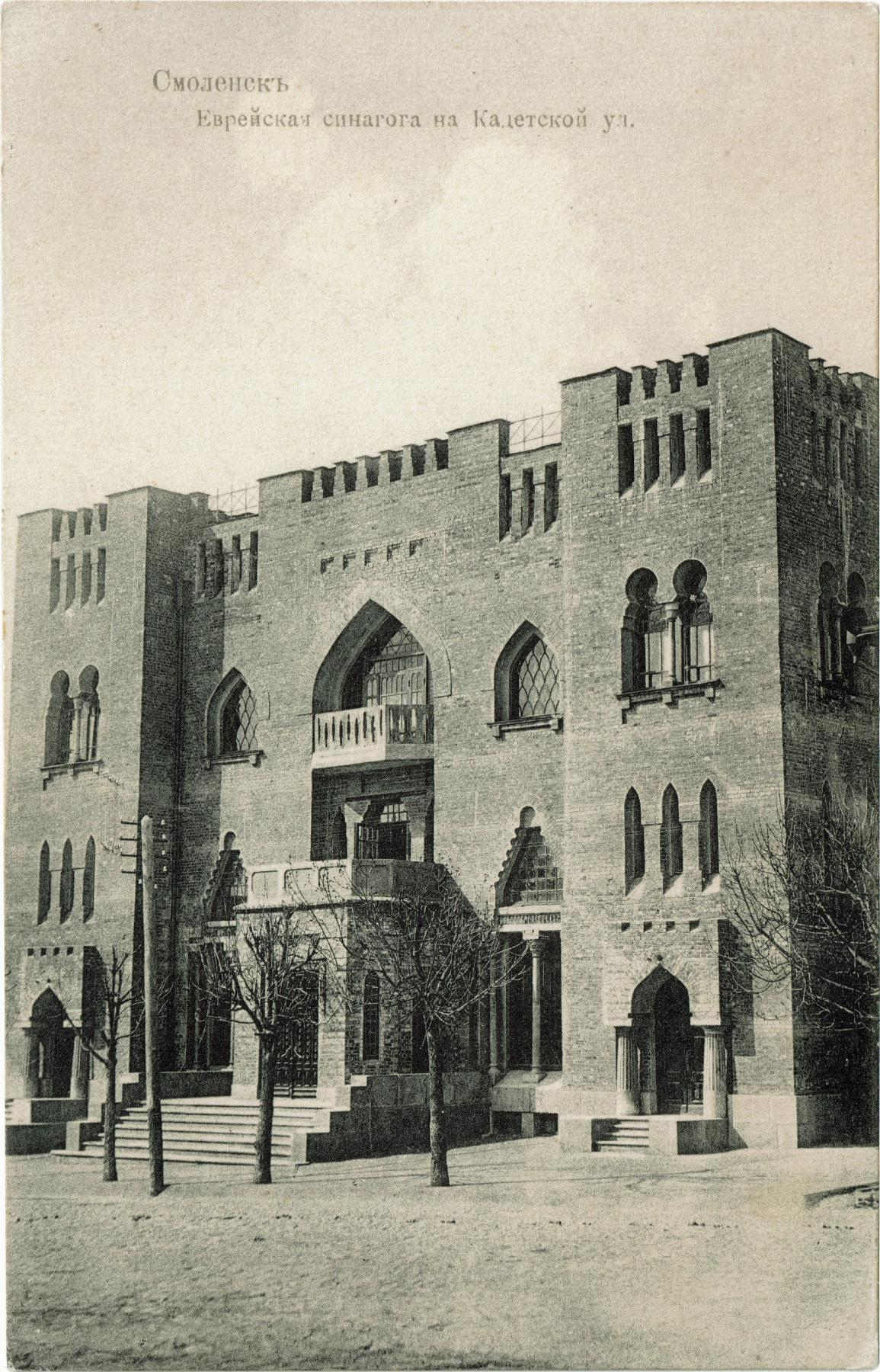
Смоленська синагога
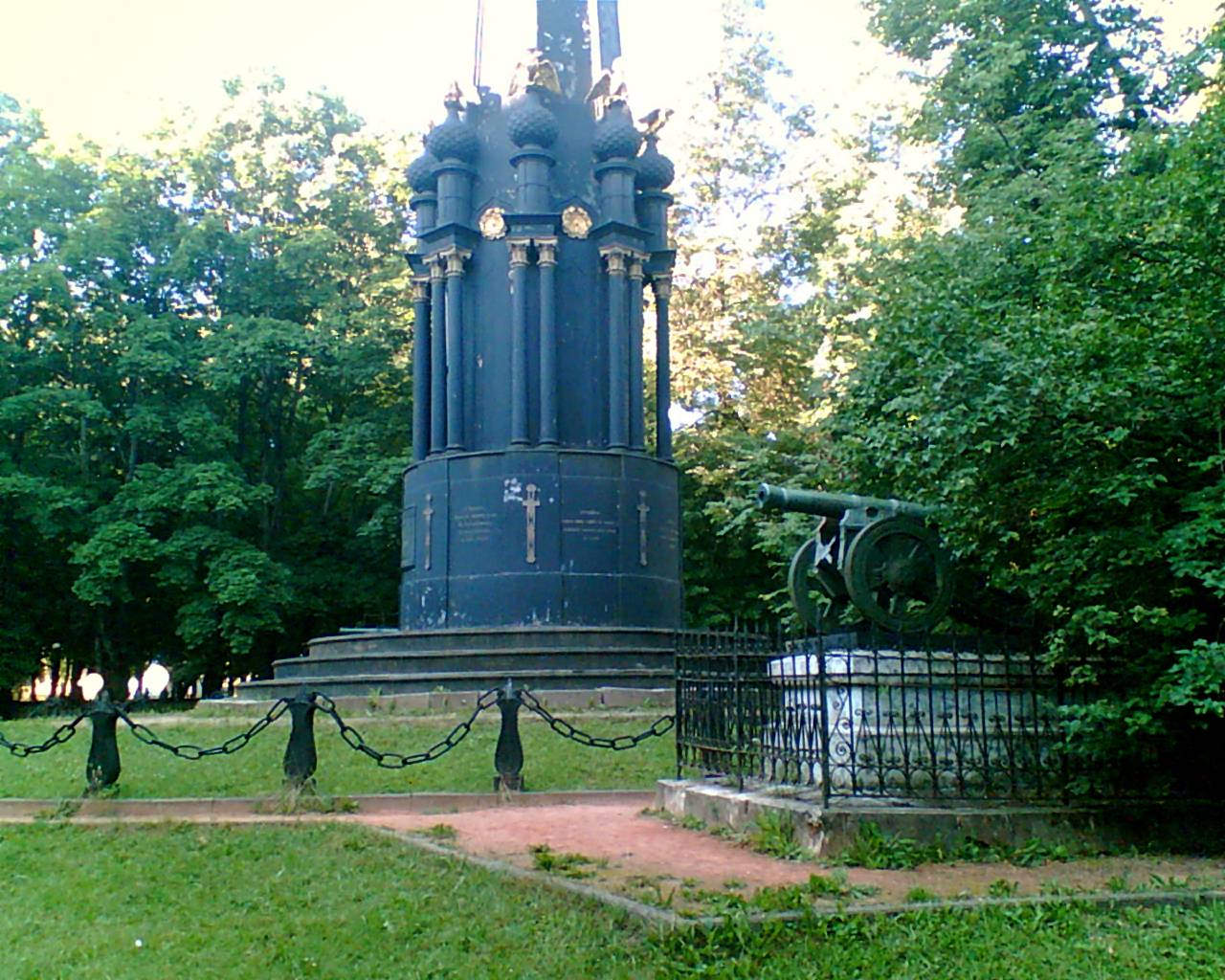
«Пам'ятник з гарматами» у Лопатінському саду
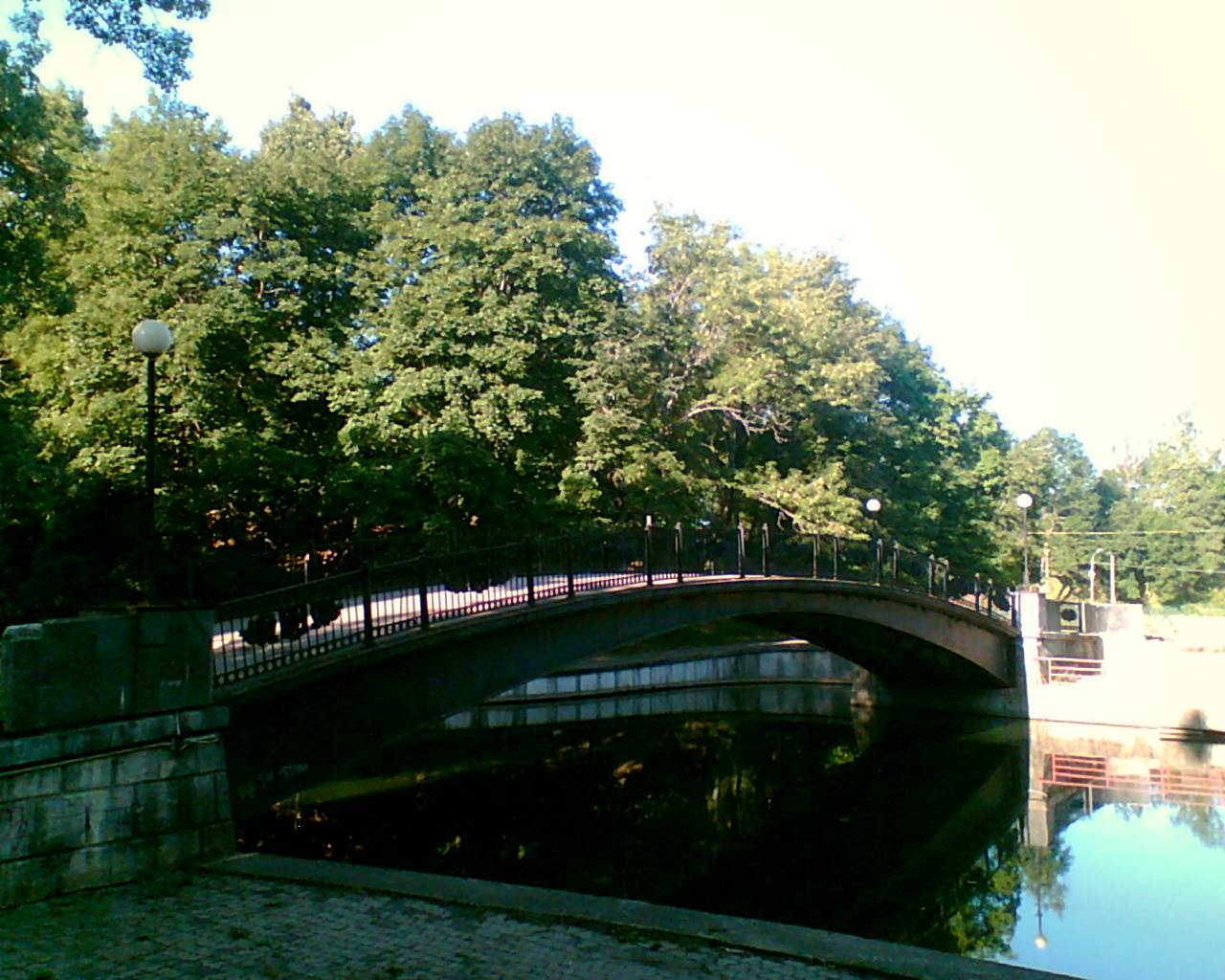
Місток через колишній кріпосний рів
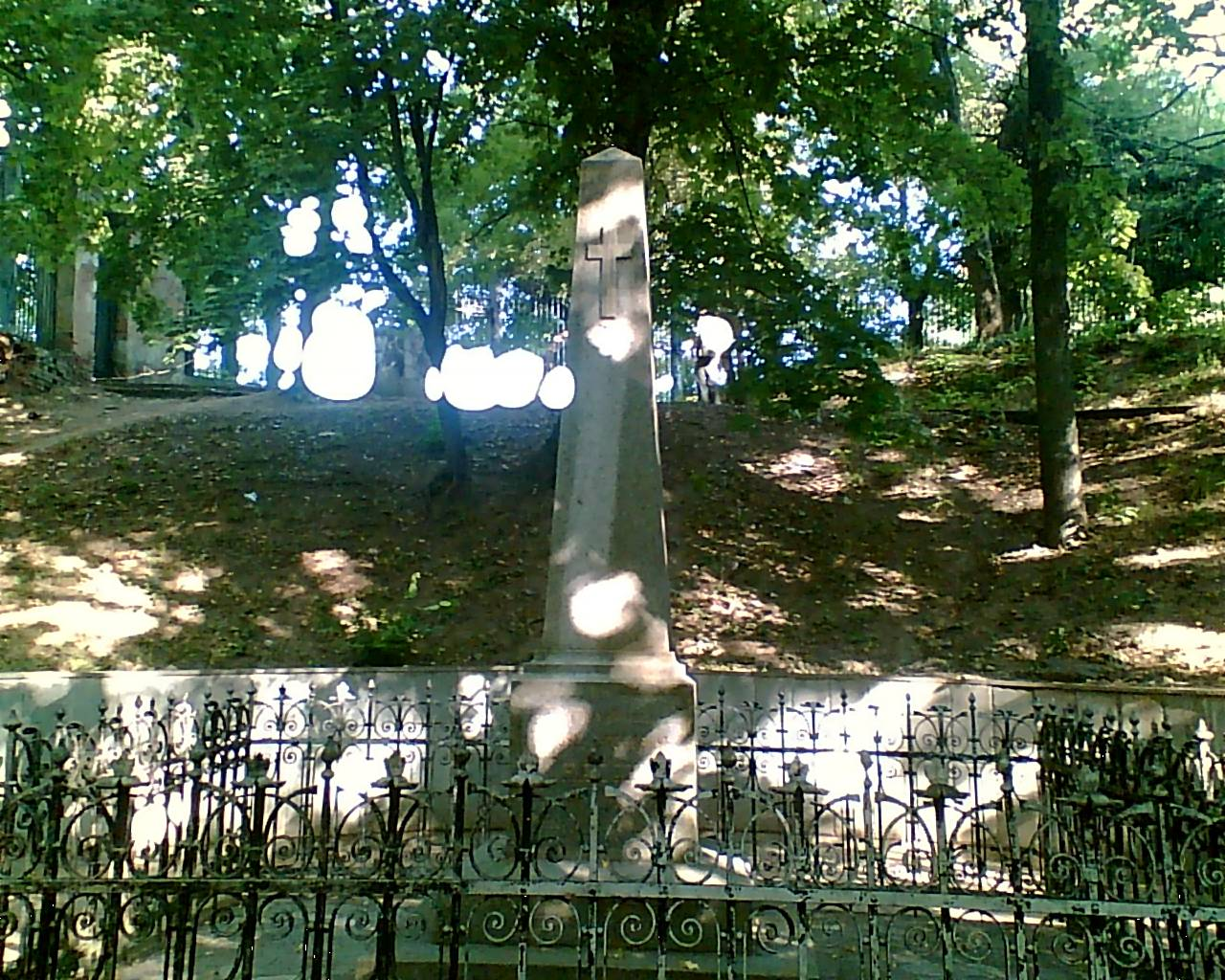
Пам'ятник генерал-майору Скалону на Королівському бастіоні
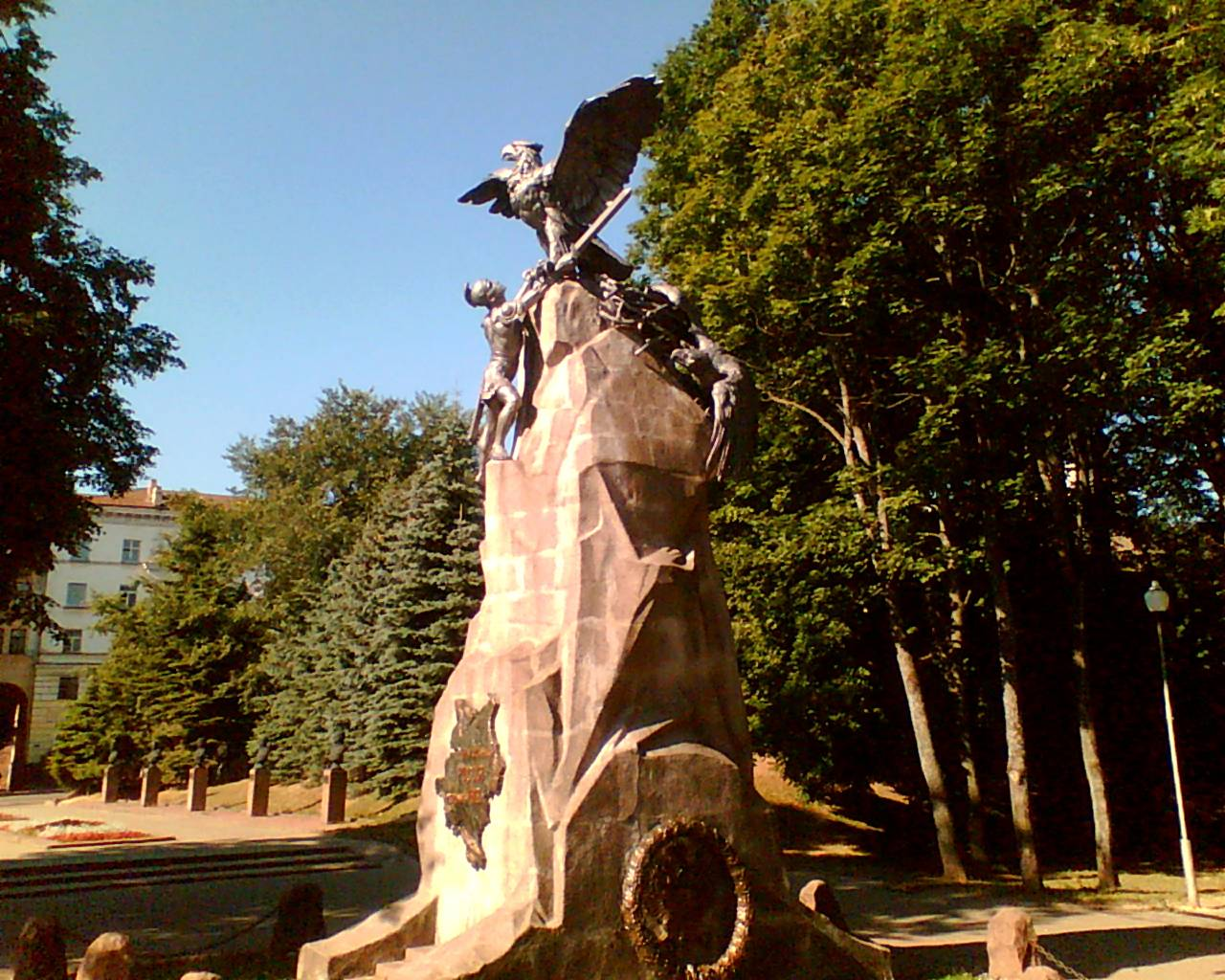
«Пам'ятник з орлами», на честь війни 1812 року
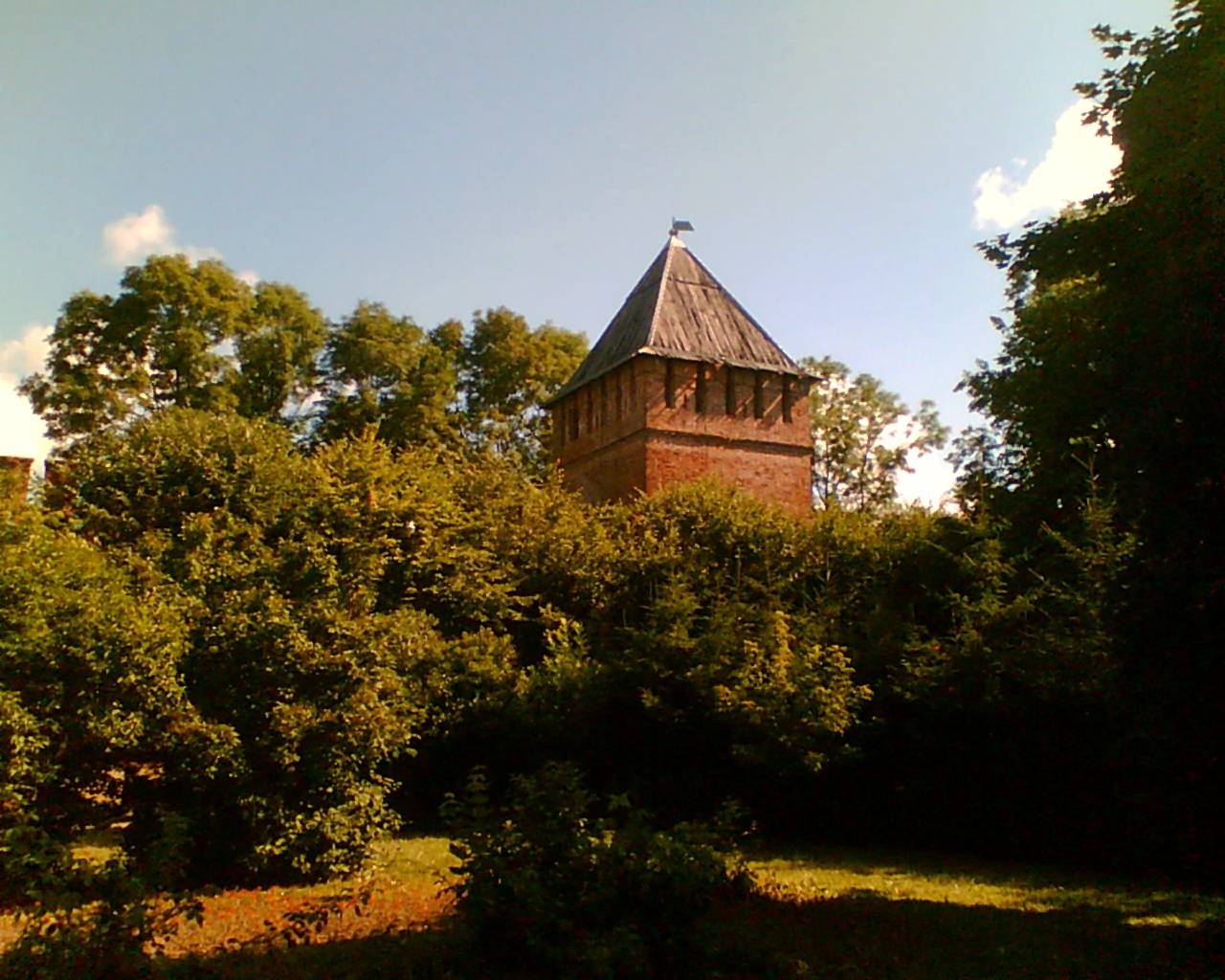
Махова вежа смоленського кремля.
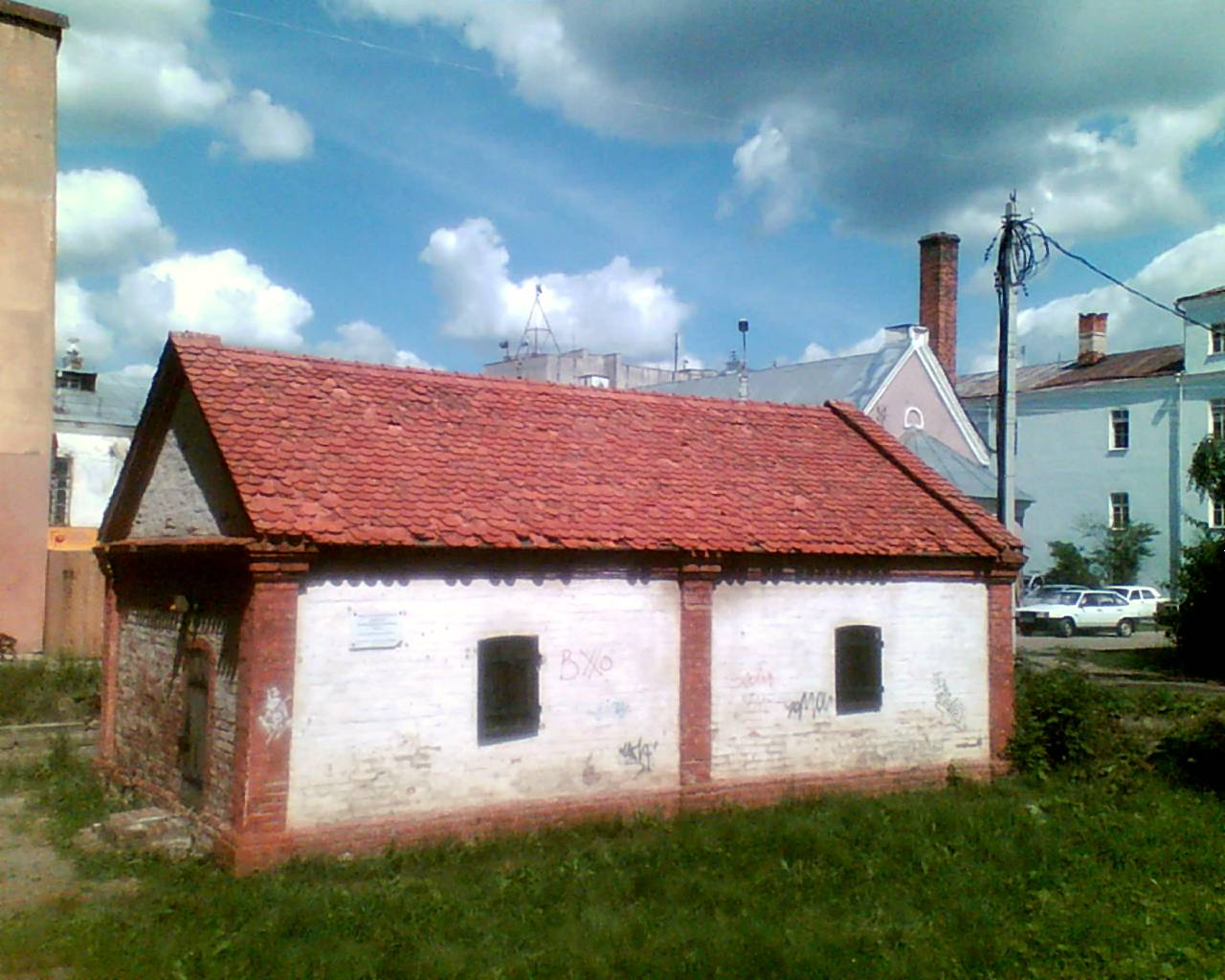
Найстаріший будинок Смоленська — кузня XVII ст.
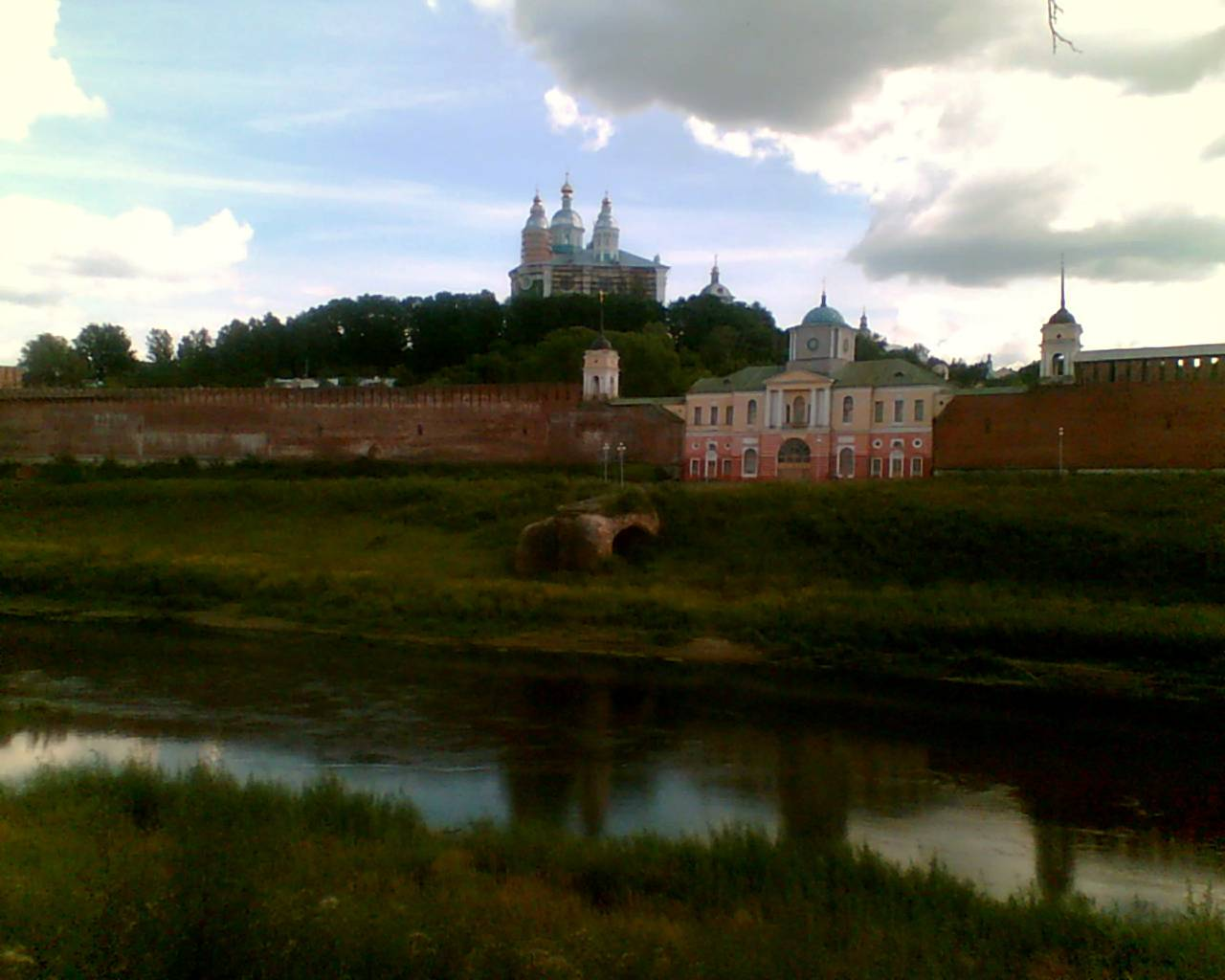
Дніпро у Смоленську
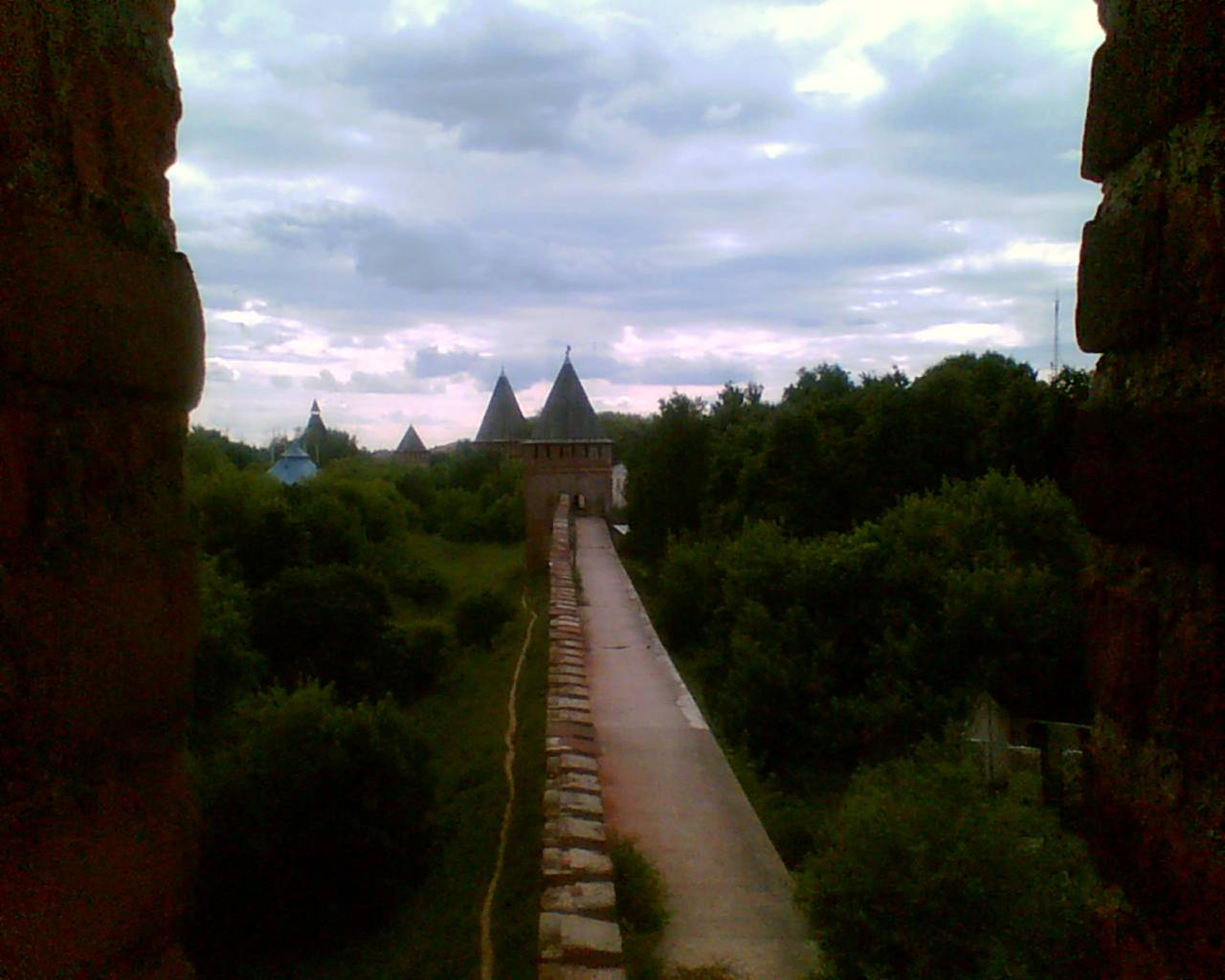
Вид на мур з Заолтарної вежі
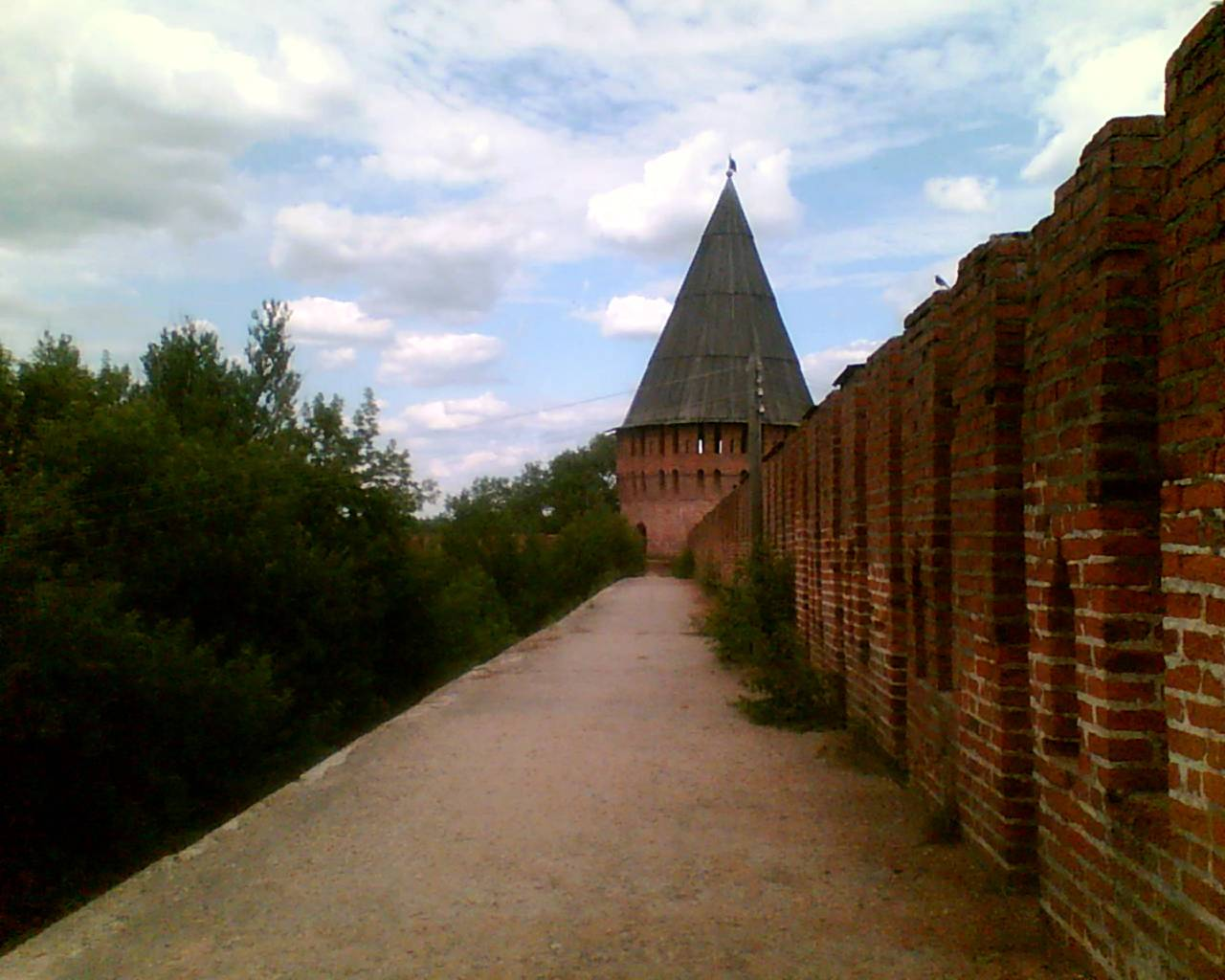
На фортечному мурі

## Економіка
Серед основних промислових підприємств Смоленська:
- Смоленський авіаційний завод
- ВАТ ВО «Кристал» (алмазогранильна фабрика)

## Відомі люди, пов'язані з містом
- Володимир Мономах (1053—1125) — Великий князь Київський, державний і політичний діяч, письменник
- Ґіта Вессекська (? — 1107) — дружина Володимира Мономаха, дочка останнього англосаксонського короля Англії Гарольда II і його дружини Едит Лебедина Шия. Померла в Смоленську
- Федір Конь (≈1540 — ≈1606) — архітектор.
- Олексій Корольков — архітектор кінця XVII ст. (Успенський собор)
- Станіслав Лопуцький (? — жовтень 1669) — польський шляхтич, картограф і художник
- Йоган-Ґоттфрід Шедель (1680—1752) — архітектор доби бароко (добудова Успенського собору)
- Глинка Михайло Іванович (1804—1857) — російський композитор
- Коньонков Сергій Тимофійович (1874—1971) — радянський російський архітектор
- Бєляєв Олександр Романович (1884—1942) — російський радянський літератор, письменник — фантаст
- Хохлов Олександр Євгенович (1892—1966) — радянський актор театру та кіно
- Барановський Петро Дмитрович (1892—1984) — російський науковець, історик архітектури, реставратор, музеєзнавець
- Коваленко Данило Петрович (1900—1992)  — російський скульптор
- Хазанов Онисим Тимофійович (1903—1993) — український медик
- Анатолій Харлампієв (1906—1979) — дослідник бойових мистецтв і національних видів боротьби народів СРСР, один з основоположників боротьби самбо
- Твардовський Олександр Трифонович(1910—1971) — російський радянський літератор
- Качанов Роман Абелевич (1921—1993) — радянський режисер-мультиплікатор
- Васильєв Борис Львович (1924—2013) — російський воєнний письменник
- Ликова Валентина Яківна (1938) — український і російський педагог, професор.
- Хіль Едуард Анатолійович (1934—2012) — радянський і російський оперний і естрадний співак (баритон),